# Бэйянский флот
Бэйянский флот (кит. трад. 北洋海軍, упр. 北洋海军, пиньинь Běiyáng Haijun) — одно из формирований военно-морских сил Китая в 1875—1895 годах, принимавшее активное участие в японо-китайской войне 1894—1895 гг.

## Предпосылки появления флота

Наместник провинции Чжили, создатель Бэйянского флота, Ли Хунчжан

Адмирал Дин Жучан, командующий Бэйянским флотом

В последней четверти XIX века Китай являлся отсталой азиатской страной с устаревшим и неэффективным государственным устройством, слаборазвитыми промышленностью и сельским хозяйством.
Поражения в опиумных войнах в 1840—1842 и 1856—1860 годах, кроме того, показало полное несоответствие состояния организации, комплектации, снабжения и материальной части вооружённых сил страны требованиям того времени.
В свете произошедших событий стала очевидной необходимость реформ и глубокой реорганизации армии и флота цинской империи.
Одной из особенностей организации вооружённых сил Китая в тот период было практически полное подчинение даже крупных войсковых формирований наместникам тех провинций, в которых войска были расквартированы. Происходил скрытый феодальный распад Китая и подъём первой волны китайского милитаризма. Военачальники-китайцы, выдвинувшиеся во время подавления многочисленных восстаний против маньчжурской династии, фактически распоряжались подчинёнными им войсками, как феодальными дружинами.

## Создание флота

Экипаж крейсера «Чжиюань»

Инициатором создания Бэйянского флота выступил Ли Хунчжан, полководец и политический деятель, активный участник подавления восстаний тайпинов и няньцзюней. В 1870 году Ли Хунчжан стал наместником столичной провинции Чжили, что в цинском Китае по сути являлось высшей государственной должностью.
Ли Хунчжан был сторонником «политики самоусиления» (цзы цян) и «движения за усвоение заморских дел» (янъу юньдун). В рамках этой политики, кроме всего прочего, в Китае начали с помощью иностранных советников (русских, англичан и немцев) формировать новые войсковые подразделения как сухопутных, так и военно-морских сил.
В 1875 году Ли Хунчжан разработал первую в Китае морскую программу, предполагавшую заказ в Европе 48 современных военных судов, в том числе — шести больших кораблей. Одновременно предполагалось закупка для флота новейших образцов вооружения и организация их собственного производства, обучение командного и рядового состава, разработка угольных копей.
Как наместнику провинции Чжили, Ли Хунчжану подчинялись «силы по охране северных портов» — первоначально самая немногочисленная из военных флотилий Китая.
Императорский двор принял программу развития военно-морских сил, предложенную Ли Хунчжаном, который, кроме того, добился, чтобы средства, выделяемые изначально всем четырём флотам Китая, были целиком отданы подчиняющемуся лично ему северному флоту.
В 1875 году Ли Хунчжан пригласил своего земляка, уроженца провинции Аньхой, Дин Жучана, командовать создаваемым на базе «сил охраны портов» Бэйянским флотом. Дин Жучан к тому времени был достаточно известным военачальником: во время восстания тайпинов он воевал сначала на стороне повстанцев, но потом перешёл на сторону Цин, служил сначала в речной флотилии Цинов на реке Янцзы, затем в войсках Лю Минчуаня, участвовал в подавлении Тайпинского восстания и в конце войны получил должность цаньцзян (полковник) и почетный титул Сеюн-батур. После подавления восстаний в Центральном Китае был продвинут на должность тиду (генерал).
Для обслуживания закупаемых в Европе кораблей в Китай прибыло около 200 английских специалистов во главе с коммодором Уильямом Лангом (на китайский лад: Лан Вэйли). Будучи длительное время ближайшим помощником Дин Жучана, Ланг фактически осуществлял руководство Бэйянским флотом в период его становления.
Кроме англичан, на флоте было некоторое количество немецких и американских специалистов. Начальником штаба Бэйянского флота был немецкий майор Константин фон Геннекен, инструкторами по военно-морским вопросам — англичанин Уильям Тайлер и американец Фило Мак-Гиффин, служившие на броненосцах вторыми командирами.
Бэйянский флот со временем превратился в мощное военно-морское соединение — по количеству броненосцев он превосходил современный ему флот практически любой неевропейской страны. В то же время иностранные наблюдатели отмечали присущие ему особенности, характерные для цинской империи конца XIX века: низкую требовательность командиров и соответствующую подготовку личного состава, что отрицательно сказывалось на боеготовности флота. Страдал Бэйянский флот также от коррупции и казнокрадства: например, упоминаются факты того, что поставляемые с китайских арсеналов боеприпасы вместо взрывчатых веществ зачастую начинялись цементом или угольной пылью, а активная антикоррупционная позиция английских специалистов даже привела к их увольнению (вместе с Лангом) из Бэйянского флота в 1890 году

## Состав флота

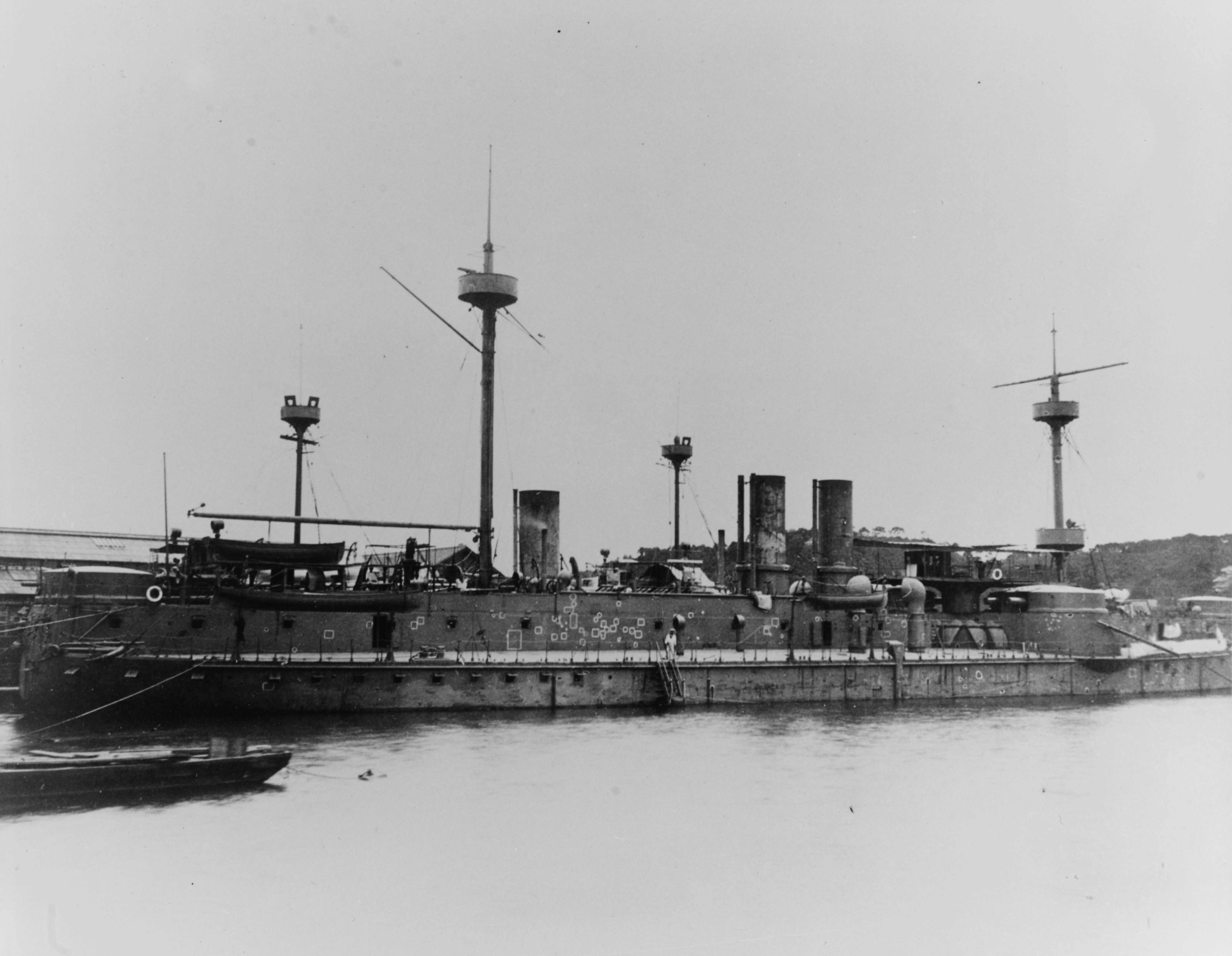
Броненосец Чжэньюань в 1895 году, однотипный флагману Бэйянского флота, броненосцу Динъюань

Флот базировался на Вэйхайвэй (главная база), Люйшунькоу (Порт-Артур — ремонтная база) и Даляньвань (Талиенван).
Датой создания Бэйянского флота в Китае принято считать 1871 год — год передачи Ли Хунчжану канонерки Наньянской эскадры: Цаоцзян.
С момента организации в Бэйянский флот на постоянной основе были включены следующие корабли:
- 1871

Переведена из Наньянской эскадры канонерская лодка китайской постройки:
Цаоцзян (кит. 操江, пиньинь Caojiang; Tsao Kiang) — 640 т., 425 л. с., 9 уз., 4х160-мм орудия Вавассо, 91 человек.
- 1872

Переведены из флотилии Фучжоу канонерские лодки китайской постройки:
Чжэньхай (кит. трад. 鎮海, упр. 镇海, пиньинь Zhènhǎi; Chen Hai) — 578 т., 480 л. с., 10 уз., 1х160-мм, 4х110-мм, 2х88-мм орудий Армстронга, 120 человек.
Мэйюнь (кит. трад. 湄雲, упр. 湄云, пиньинь Méiyún; Mei Yün) — 580 т., 400 л. с., 8,5 уз., 1х160-мм, 2х120-мм пушки, 100 человек.
- 1873

Переведён из флотилии Фучжоу посыльный крейсер китайской постройки:
Хайцзин (кит. трад. 海鏡, упр. 海镜, пиньинь Hǎijìng; Hai Ching) — 1450 т., 600 л. с., 9 уз., 1х160-мм, 1х120-мм пушки.
- 1876

Переведён из флотилии Фучжоу посыльный крейсер китайской постройки:
Чжэньхань (琛航, Chen Hang) — 1400 т., 600 л. с., 9 уз., 1х152-мм, 4х102-мм пушки, 107 человек.
- 1877

В состав флота включены построенные в Англии для Шанхайской флотилии канонерские лодки:
Фэйдин (Fey Ting) — 420 т., 300 л. с., 9,5 уз., 1х280-мм орудие Армстронга, 2х57-мм пушки, 40 человек.
Цедин (Tse Ting) — аналогичные данные.
В состав флота включён построенный в Шанхае учебный крейсер:
Цзянчи (Kiang Chi) — 1200 т., 750 л. с., 10 уз., 4х127-мм пушки Круппа, 2х76-мм пушки, 4 митральезы.
- 1879

В состав флота включены построенные в Англии «ренделовские» канонерки:
Чжэньбэй (Chen Pei) — 400 т., 470 л. с., 10 уз., 1х280-мм орудие Армстронга, 4х76-мм пушки, 60 человек.
Чжэньдун (Chen Tung) — аналогичные данные.
Чжэньси (Chen Hsi) — аналогичные данные.
Чжэньнань (Chen Nan) — аналогичные данные.
Переведены из флотилии Фучжоу крейсер и канонерская лодка китайской постройки:
Вэйюань (Wei Yuen) — 1100 т., 750 л. с., 11 уз., 1х180-мм орудие Армстронга, 4х100-мм пушки, 4 митральезы, 123 человек экипаж, 25 кадетов.
Цаоцзян (Tsao Kiang) — 500 т., 400 л. с., 9 уз., 2х160-мм, 4х100-мм пушки, 79 человек.
- 1880

В состав флота включены построенные в Англии «ренделовские» канонерки:
Чжэньбянь (Chen Pieng) — 400 т., 470 л. с., 10 уз., 1х280-мм орудие Армстронга, 4х76-мм пушки, 60 человек.
Чжэньчжун (Chen Chung) — аналогичные данные.
- 1881

В состав флота включены построенные в Англии «ренделовские» крейсера III класса:
Чаоюн (超勇, Chao Yung) — 1350 т., 2677 л. с., 16,5 уз., 2х254-мм орудия Армстронга, 4х120-мм, 11х76-мм пушки, 10 митральез, 137 человек.
Янвэй (揚威, Yang Wei) — аналогичные данные.
- 1883

В состав флота включён построенный в Германии броненосец I класса:
Динъюань (定远, Ting Yuen) — 7335 т., 6000 л. с., 14,5 уз., 4х305-мм орудий Круппа, 2х152-мм, 2х76-мм пушки, 8 орудий Гочкиса, 4х350-мм торпедных аппарата, броня 200—356 мм, 329 человек (передан флоту в 1885 г.).
- 1885

В состав флота включён построенный в Германии броненосец I класса:
Чжэньюань (镇远, Chen Yuen) — 7335 т., 6200 л. с., 14,5 уз., 4х305-мм орудий Круппа, 2х152-мм, 2х76-мм пушки, 8 орудий Гочкиса, 4х350-мм торпедных аппарата, броня 200—356 мм, 378 человек.
В состав флота включён построенный в Германии бронепалубный крейсер II класса:
Цзиюань (Tsi Yuen) — 2355 т., 2800 л. с., 15,5 уз., 2х210-мм орудия Круппа, 1х150-мм, 4х76-мм пушки, 4 торпедных аппарата системы Шварцкопфа, броня 25-254 мм, 202 человека.
В состав флота включён построенный в Германии миноносец I класса:
Фулун (Fu Lung) — 128 т., 1500 л. с., 24 уз., 2х37-мм орудия, 2 торпедных аппарата, 50 человек.
В состав флота включён построенный в Германии миноносец II класса:
Юйи (Yu I) — 70 т., 1000 л. с., 23 уз., 2х37-мм орудия, 4 пулемёта, 3 торпедных аппарата, 16 человек.
- 1887

В состав флота включены построенные в Англии бронепалубные крейсеры II класса:
Чжиюань (致远, Chih Yuen) — 2300 т., 6850 л. с., 18,5 уз., 3х210-мм орудия Армстронга, 2х152-мм, 8х57-мм, 2х27-мм, 6 пулемётов, 4 торпедных аппарата, броня 51-102 мм, 260 человек.
Чжиньюань (济远, Ching Yuen) — аналогичные данные.
В состав флота включены построенные в Германии броненосные крейсеры II класса:
Цзинъюань (靖远, King Yuen) — 2850 т., 5700 л. с., 16,5 уз., 2х210-мм, 2х150-мм, 2х47-мм, 5х37-мм орудий Круппа, 4 торпедных аппарата, броня 76-230 мм, 202 человека.
Лайюань (来远, Lai Yuen) — аналогичные данные.
- 1888

В состав флота включён крейсер китайской постройки:
Кантай (Kang Tai) — 2100 т,. 2400 л. с., 15 уз., 2х150-мм, 4х120-мм, 1 торпедный аппарат, броня 57 мм.
- 1891

В состав флота включён броненосец (по другой классификации, броненосный крейсер) китайской постройки:
Лунвэй (龙威, Lung Wei), переименован в Пинъюань (平远, Ping Yuen) — 2150 т., 2400 л. с., 10,5 уз., 1х260-мм орудие Круппа, 2х152-мм, 4х47-мм, 2 торпедных аппарата, броня 51-203 мм, 202 человека.
- 1894

После больших манёвров в мае 1894 года в состав Бэйянского флота были включены крейсеры китайской постройки из Гуандунской эскадры:
Гуанцзя
Гуанъи (广乙, Kuang Yi) — 1110 т., 2400 л. с., 17 уз., 3х120-мм, 4х47-мм орудия, 4×350 мм торпедных аппарата, броня 25-51 мм, 110 человек.
Гуанбин (广丙, Kuang Ping) — 1030 т., 2400 л. с., 17 уз., 3х120-мм, 4х47-мм орудия, 4×350 мм торпедных аппарата, броня 25-51 мм, 110 человек.
- 1894

В Англии для Фучжоуской эскадры была заказана канонерская лодка «Фуань» (福安)
- 1895

В состав восстанавливаемого Бэйянского флота был включен построенный в Фучжоу учебный корабль «Тунцзи»
Тунцзи (通济, Tongji) — 1900 т., 1600 л. с., 10,5 уз., 213 чел., 2×152 мм орудия Армстронга, 5×120 мм орудий Круппа, 3×57 мм, 8×37 мм.
По другим данным — «Фуань» была построена на верфи Фучжоу, но не в качестве канонерской лодки, а учебного судна, однотипного с «Тунцзи», в 1897 г.
После войны на север были также отправлены новейшие контрминоносцы английской («Фэйтин») и немецкой («Фэйин») постройки::
Фэйтин (飞霆, Feiting) — 323 т., 3000 л. с., 21,45 уз., 50 чел., 2×100 мм орудия Армстронга, 4×47 мм, 3×576 мм торпедных аппарата.
Фэйин (飞鹰, Feiying) — 850 т., 5430 л. с., 22 уз., 145 чел., 2×105 мм орудия Круппа, 6×47 мм, 4 пулемета; 3 торпедных аппарата.
Кроме того, Бэйянской группировке были переданы корабли Фучжоуской эскадры:
Канцзи (康济, Kangji) 1879 года постройки — 1310 т., 750 л. с., 12уз., 124 чел., 11 орудий.
Цзяньцзин (建靖, Jianjing) — однотипный с «Тунцзи».

## Участие во внешнеполитических акциях
Следствием политической системы цинского Китая конца XIX века было то, что чиновники различных провинций не стремились оказывать друг другу помощь и поддержку, если в этом возникала необходимость. Поэтому, когда началась Франко-китайская война 1884 года за контроль над Вьетнамом, на юг, в помощь сражавшейся с французским флотом флотилии Фучжоу была направлена всего одна канонерская лодка (источник не указывает названия этого корабля), на которой Дин Жучан прибыл в порт Циньчжоу в Тонкинском заливе.
Однако на севере, когда в том же году Дин Жучан участвовал в подавлении военного мятежа в Сеуле, он пришёл в Корею сначала с двумя крейсерами — Янвэй и Чаоюн, а затем увеличил количество боевых судов до 7. Благодаря решительным действиям Дин Жучана был арестован и вывезен в Китай вдохновитель мятежа — отец корейского монарха тэвонгун Ли Хаын.
После передачи Германией в 1885 году броненосцев Динъюань и Чжэньюань цинский Бэйянский флот стал на некоторое время наиболее мощным военно-морским соединением на Дальнем Востоке и «8-м в мире».
К примеру, Япония в то же время могла противопоставить китайскому флоту только два бронепалубных крейсера (Нанива и Такатихо) с меньшими калибром артиллерии и толщиной брони, а Россия имела во Владивостоке единственный броненосный крейсер Владимир Мономах, который по техническим характеристикам тоже уступал китайским кораблям.
Таким образом, цинский Китай и персонально Ли Хунчжан, будучи одним из высших чиновников, получили в лице Бэйянского флота весомый инструмент внешнеполитического влияния.
Свою первую внешнеполитическую акцию китайский флот осуществил в отношении Японии — в 1886 г. 6 кораблей Бэйянского флота (броненосцы Динъюань и Чжэньюань, крейсеры Янвэй, Чаоюн, Цзиюань и учебный корабль Вэйюань) прибыли в Японию, где произвели большое впечателение на общественность. Однако внешнюю воинственность китайских броненосцев раскритиковал командир базы японского флота в Курэ Хэйхатиро Того. После визита на корабли китайской эскадры он выступил с заявлением, что китайский флот не выдержит даже первого удара, так как во время его пребывания на броненосце Динъюань китайские матросы преспокойно сушили на стволах орудий главного калибра своё белье. «История с подштанниками» (砲上晾褲) быстро стала достоянием мировой общественности и сильно повредила имиджу Китая.
Следующим пунктом захода кораблей Бэйянского флота была Россия: в июле 1886 года эскадра в том же составе прибыла во Владивосток.
Наиболее важным для Китая в это время было устранить угрозу для своего влияния в Корее и, тем более, не допустить её присоединения к России. После визита эскадры Дин Жучана во Владивосток российское правительство сделало официальное заявление, что не стремится расширять свои владения на Дальнем Востоке (подразумевалась, прежде всего, Корея). В свою очередь Ли Хунчжан присоединился к русским требованиям, чтобы англичане убрали свою военно-морскую базу с корейских островов Комундо (Порт-Гамильтон), которые были заняты британской эскадрой в 1885 году.
После Владивостока 8 августа 1886 года эскадра вернулась в Нагасаки, где встала в док. 15 августа произошёл инцидент между китайскими и японскими матросами, причем японская полиция активно вмешалась в драку, что привело к большому количеству убитых и раненных с обеих сторон. До улаживания спора китайские корабли были вынуждены оставаться в доках Нагасаки, что дало японским военным хорошо изучить их технические данные и конструктивные особенности.
В 1889 году бэйянские крейсера Лайюань и Цзинъюань, сопровождаемые учебным судном Вэйюань, повторно посетили Владивосток, где даже совершили демонстративные промеры бухты Золотой Рог.
В начале 1894 года адмирал Дин Жучан с двумя броненосцами и двумя крейсерами совершил визит в британский Сингапур. После этого эскадра посетила ряд малайских портов, в двух из которых были устроены китайские консульства. Этот визит современных китайских боевых кораблей демонстрировал способность страны оказать поддержку китайской диаспоре в регионе.
В июле 1891 года главные силы Бэйянской эскадры посетили с визитом Йокогаму. Вид китайских броненосцев в Токийском заливе должен был послужить предупреждением восточному соседу ввиду нарастающего противостояния между этими двумя азиатскими державами в Корее. Однако в результате Япония решила заказать в Англии дополнительно два мощных броненосца (12000-тонные Фудзи и Ясима), которые окончательно бы лишили Китай его превосходства в морских вооружениях. Когда в 1892 году японский парламент из-за фракционно-клановых разногласий отклонил программу строительства броненосцев, император призвал депутатов забыть партийную рознь ради укрепления обороны страны.
В день цзяцзы 2-го лунного месяца 20-го года цзяу эры правления Гуансюй, в преддверии корейского кризиса, Ли Хунчжан получил императорское повеление провести большой смотр Бэйянского флота, который был закончен в 4-м лунном месяце. Корабли вышли в море и провели манёвры, совершили поход в Жёлтое море и вернулись в Дагу, откуда Ли Хунчжан вернулся в Пекин с докладом о готовности флота к исполнению поставленных задач. Данная акция являлась наглядной демонстрацией силы Японии со стороны империи Цин.
В мае—июле 1894 года у берегов Кореи действовала группировка кораблей Бэйянского флота, обеспечивавшая проводку транспортов с войсками и военными грузами. В её состав входили броненосец береговой обороны Пинъюань, крейсер Цзиюань, канонерская лодка Гуанъи, учебные суда Цаоцзян и Вэйюань, а также, возможно, и другие суда.

## Участие вЯпоно-китайской войне

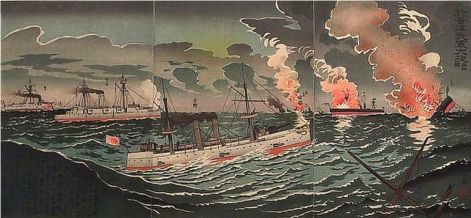
Битва при Ялу. Японская гравюра 1894 г.

В ночь на 23 июля 1894 года в Сеуле произошёл правительственный переворот. Новое правительство декларировало выход из-под опеки Китая и обратилось к Японии с просьбой изгнать китайские войска с территории Кореи. Началась японо-китайская война.
Бэйянский флот в это время был занят обеспечением перевозки войск из Китая для подавления крестьянского восстания Тонхак на юге Кореи. 25 июля 1894 года возле западного побережья Кореи, у входа в Асанский залив близ острова Пхундо, четыре японских бронепалубных крейсера эскадры адмирала Цубои Кодзо (Иосино, Нанива, Такатихо и Акицусима) внезапно с близкой дистанции напали на китайский крейсер Цзиюань и канонерскую лодку (в некоторых синхронных источниках — минный крейсер) Гуанъи, а также посыльное судно Цаоцзян. Несмотря на подавляющее преимущество японской эскадры, Цзиюаню удалось оторваться от вражеских кораблей и с большими повреждениями добраться до Вэйхайвэя. После короткого неравного боя канонерская лодка Гуанъи была потоплена, Цаоцзян был захвачен японцами без сопротивления.
В тот же день эскадра адмирала Цубои Кодзо перехватила и уничтожила зафрахтованный китайцами английский пароход Гаошэн (高陞, Kow Shing), который перевозил 2 батальона (по разным источникам от 1100 до 1300 китайских пехотинцев) и 14 полевых орудий. Немногие из них спаслись и были подобраны подошедшими к месту бедствия французской и немецкой канонерскими лодками, а также корейским пароходом. Среди спасённых был и начальник штаба Бэйянского флота фон Геннекен.
1 августа 1894 года Япония официально объявила войну Китаю. Тем не менее адмирал Дин Жучан получил указание, запрещающее ему действовать в корейских водах.
В то же время командующий японским Объединённым флотом адмирал Ито 10 августа предпринял попытку одним мощным ударом уничтожить Бэйянский флот. Были собраны все 22 боевых корабля, находящиеся под его началом, и направлены на Вэйхайвэй. По всей видимости, главный расчёт был на внезапность удара, поскольку японский отряд уклонился от атаки китайской базы после того, как был замечен случайным английским пароходом на подходе к ней.
12 сентября 1894 года Бэйянский флот практически в полном составе вышел в море сопровождать транспорты с китайской пехотой. В то же время японский Объединённый флот, только что сам сопроводивший в Корею транспорты с японскими войсками, и получивший сведения о выходе большого конвоя из Китая, направился на его поиск и перехват. 17 сентября недалеко от устья реки Ялу противники обнаружили друг друга, и состоялось первое после 1866 года Ялуцзянское сражение двух броненосных эскадр.
В этом сражении, продолжавшемся полдня, 12 из 14 участвовавших в нём китайских кораблей получили повреждения различной тяжести. Четыре крейсера — Чаоюн, Янвэй, Чжиюань и Цзинъюань — были потоплены. Из 12 японских кораблей были повреждены все (в особенности флагман Мацусима), но не был уничтожен ни один корабль. Обе стороны объявили свою победу: японцы аргументировали разницей в потерях, китайцы — тем, что противник в результате покинул поле боя и китайские транспорты не подверглись нападению.
В конце октября 1894 года японские войска вторглись на территорию Китая. 21 ноября Порт-Артур был взят после яростного, но скоротечного штурма: Бэйянский флот лишился своей главной ремонтной базы, а также больших запасов военного снаряжения и угля.
17 декабря 1894 года в Пекине был издан императорский указ, в котором адмирала Дин Жучана обвиняли в трусости и сдаче Порт-Артура. В соответствии с этим указом, Дин Жучан должен был быть арестован и доставлен в столицу. Однако к тому времени, как указ дошёл до Вэйхайвэя, Дин Жучана уже не было в живых, а Бэйянский флот перестал существовать.
20 января 1895 года началась операция по захвату Вэйхайвэя: из Японии прибыли на транспортах 26 000 солдат десанта. С моря главную базу Бэйянского флота блокировали 22 японских боевых кораблей разных классов, подкреплённые 16 миноносцами. Вэйхайвэй в тот момент защищали 6000 солдат гарнизона базы. В гавани стояли 2 броненосца, 5 крейсеров, 2 учебных судна, 6 старых ренделовских канонерок, а также от 12 до 15 миноносцев.
Оборона Вэйхайвэя продолжалась до 12 февраля, когда немногочисленные защитники фортов и оставшиеся от флота броненосец Чжэньюань, 3 крейсера и 6 канонерок капитулировали на условиях беспрепятственного пропуска китайских солдат и офицеров после сдачи уцелевших построек острова Люгундао и кораблей Бэйянского флота, остающихся на плаву на момент подписания соглашения.
Гарантом выступил командующий английской эскадрой, находившейся неподалёку от Вэйхайвэя.
Командующим японским Объединённым флотом Ито командующему Бэйянским флотом была предложена почётная эмиграция в Японию, однако Дин Жучан оставил предложение без ответа, и покончил жизнь самоубийством. Позже его тело вместе с телами его заместителя Лю Бучаня и коменданта крепости Шан Вансэя, также покончившими жизнь самоубийством после капитуляции, японцы с почестями передали китайским властям.

## Бэйянские корабли в японском флоте
В ходе японо-китайской войны были захвачены Японией и в дальнейшем принимали участие в Русско-японской войне 1904—1905 годов следующие корабли Бэйянского флота
- Броненосцы Чжэньюань (Chen Yuan) и Пинъюань (Ping Yuen)
- Крейсер III класса Цзиюань (Chi Yuen)
- Миноносец Фулун (Fu Lung)
- Канонерские лодки Чжэньчун (Chen Chung), Чжэньси (Chen Hsi), Чжэньнань (Chen Nan), Чжэньбэй (Chen Pei), Чжэньбянь (Chen Pien), Чжэньдун (Chen Tung), Цаоцзян (Tsao Chiang).

## Музей в Вэйхайвэе

Корабль-точная копия броненосца Динъюань (Вэйхайвэй, 2005)

Несмотря на более чем скромные успехи Бэйянского флота, в Китае почитают его память, равно как и память его командующего.
Именно в Вэйхайвэе (на острове Люгундао) был создан «Музей японо-китайской войны» (威海甲午战争遗址) и поставлен памятник адмиралу Дин Жучану. Кроме того, для музея была построена точная копия флагманского корабля адмирала Дин Жучана — броненосца Динъюань.